# Glenwood (Île-du-Prince-Édouard)
Glenwood est une communauté du Canada située dans le comté de Prince, sur l'Île-du-Prince-Édouard. Elle se trouve au sud-ouest de O'Leary.